# Landas
Landas település Franciaországban, Nord megyében. Lakosainak száma 2482 fő (2022. január 1.). Landas Aix-en-Pévèle, Saméon, Sars-et-Rosières, Beuvry-la-Forêt, Nomain, Orchies és Rosult községekkel határos.

## Népesség
A település népességének változása:
| Lakosok száma | 2394 | 2406 | 2443 | 2399 | 2395 | 2392 | 2414 | 2447 | 2482 |
|               | 2013 | 2015 | 2016 | 2017 | 2018 | 2019 | 2020 | 2021 | 2022 |